# Барков, Василий Васильевич
Васи́лий Васи́льевич Барко́в (1852, Москва — 22 ноября 1905, Ялта) — русский архитектор, автор построек в Москве и Подмосковье.

## Биография
В 1877 году окончил Московское училище живописи, ваяния и зодчества, затем поступил в Императорскую Академию художеств. Окончил Академию в 1879 году со званием классного художника архитектуры 3-й степени. Имел обширную архитектурно-строительную практику в Москве. Отец архитектора С. В. Баркова.

## Постройки
- Жилой дом (1871, улица Покровка, 1/13/6 — Армянский переулок, 13/1/6 — Девяткин переулок, 6/1/13, стр. 1, 2), объект культурного наследия регионального значения[1][1][3];
- Жилой дом (1882, Москва, Климентовский переулок, 7)[1];
- Доходный дом С. И. Карзинкина[4] (1883, Девяткин переулок, 4, стр. 1), ценный градоформирующий объект[3];
- Ансамбль студенческого общежития им. С. В. Лепешкина Императорского Московского Университета (1884, Москва, Филипповский переулок, 11, стр. 1, 2), выявленный объект культурного наследия[3];
- Переделка фасада жилого дома Орлова-Давыдова (1880-е, Москва, Никольская улица, 12/1/2)[1];
- Ансамбль детской больницы имени Святой Ольги (1897, Москва, Орлово-Давыдовский переулок, 2а, стр. 1-4)[3];
- Комплекс доходных домов А. М. Михайлова (1897—1900, Москва, улица Большая Дмитровка, 9, стр. 3, 5, 6, 8)[1][3];
- Фабрика меховых изделий А. М. Михайлова (1889, улица Кузнецкий Мост, 14, во дворе);
- Особняк Горбуновых (1890, Большая Грузинская улица, 17)[1];
- Перестройка жилого дома (1891—1892, Москва, Поварская улица, 23), надстроен[1][3];
- Доходный дом (1894, Москва, Покровский бульвар, 16/10 — Малый Трёхсвятительский переулок, 10/16, стр. 1), ценный градоформирующий объект[1][3];
- Перестройка городской усадьбы Ф. А. Толстого — доходного владения Карзинкиных, возведение ограды и пилонов ворот (1895, Москва, Покровский бульвар, 16-18, стр. 3, 5, Подколокольный переулок, 15), ценный градоформирующий объект[1][3];
- Доходный дом купца А. А. Карзинкина (1900, Москва, Столешников переулок, 14)[1];
- Дача Лепёшкина (Викторовка)[1];
- Дача Шамшина (Кленово)[1];
- Дом в имении Васильчикова[1].

- Жилой дом на Поварской, 23
- Доходный дом на Покровском бульваре, 16/10
- Дом Карзинкиных-Телешовых